# スペシャル・インタレスト・ツアー
スペシャル・インタレスト・ツアー (英語: Special Interest Tour) は、SIT（エス・アイ・ティー）とも称される観光用語で、特定の目的に特化しておこなわれる趣味性の高い観光旅行のこと。「目的型旅行」と説明されることもある。
目的地で様々な観光対象を周遊するような一般的な観光旅行とは異なり、特定のスポーツ行事の観戦や、もっぱら美術鑑賞、音楽鑑賞を目的とするツアーなどが典型的なSITとされる。また、トレッキングや、訪問する者が少ない秘境への旅行などもSITの例とされる。さらに細分化された特定目的のツアーも開発されており、具体的には、花火大会、サイクリング、お遍路巡礼、アニメ聖地巡礼、酒蔵見学などが例としてあげられる。
ただし、観光旅行の成熟とともに、特的目的の旅が増えたため、それをわざわざSITと称する機会は少なくなっているとも言われている。